# Caloramator viterbiensis
Caloramator viterbiensis è una specie di batterio appartenente alla famiglia delle Clostridiaceae.